# Zied Boughattas
Zied Boughattas (ar. زياد بوغطاس, ur. 5 grudnia 1990 w Beni Hassen) – tunezyjski piłkarz grający na pozycji środkowego obrońcy. Jest wychowankiem klubu Étoile Sportive du Sahel.

## Kariera piłkarska
Swoją karierę piłkarską Boughattas rozpoczął w klubie Étoile Sportive du Sahel. W 2011 roku awansował do pierwszego zespołu. 27 maja 2012 zadebiutował w nim w pierwszej lidze tunezyjskiej w wygranym 2:1 wyjazdowym meczu z AS Gabès. W debiutanckim sezonie zdobył Puchar Tunezji. W sezonach 2013/2014 i 2014/2015 także zdobywał Puchar Tunezji oraz został wicemistrzem kraju. W 2015 roku zdobył Puchar Konfederacji, a w 2016 roku został mistrzem Tunezji.
| Sezon   | Klub                     | Kraj    | Rozgrywki | Mecze | Gole |
| ------- | ------------------------ | ------- | --------- | ----- | ---- |
| 2011/12 | Étoile Sportive du Sahel | Tunezja | CLP-1     | 1     | 0    |
| 2012/13 | Étoile Sportive du Sahel | Tunezja | CLP-1     | 8     | 0    |
| 2013/14 | Étoile Sportive du Sahel | Tunezja | CLP-1     | 15    | 0    |
| 2014/15 | Étoile Sportive du Sahel | Tunezja | CLP-1     | 25    | 4    |
| 2015/16 | Étoile Sportive du Sahel | Tunezja | CLP-1     | 23    | 1    |
| 2016/17 | Étoile Sportive du Sahel | Tunezja | CLP-1     |       |      |

## Kariera reprezentacyjna
W reprezentacji Tunezji Boughattas zadebiutował 15 czerwca 2015 roku w zremisowanym 1:1 meczu kwalifikacji do Mistrzostw Narodów Afryki 2016 z Marokiem. W 2017 roku został powołany do kadry na Puchar Narodów Afryki 2017.